# Les Leston
Alfred Lazarus Fingleston (Bulwell, Nottinghamshire, 16 de diciembre de  1920-Bexhill-on-Sea, Sussex Oriental, 13 de mayo de 2012), más conocido como Les Leston, fue un piloto de automovilismo británico.

## Biografía
Leston nació en Bulwell, Nottinghamshire. Comenzó a competir en un Jaguar SS100 antes de adquirir un Cooper cuando estaba próximo a cumplir 30 años. En 1954 se convirtió en piloto de Cooper coronándose ese año campeón de la Fórmula 3 Británica pilotando un Cooper T31-Norton. Al año siguiente corrió las 24 Horas de Le Mans.
Participó en tres Grandes Premios del Campeonato Mundial de Fórmula 1 en 1956 y 1957; largó dos y abandonó en ambos.
Tras un accidente en 1958, decidió poner fin a su carrera profesional, aunque siguió compitiendo esporádicamente. Luego de esto se dedicó a su empresa de ropa deportiva automovilística.

## Resultados

### Fórmula 1
(Clave) (negrita indica pole position) (cursiva indica vuelta rápida)

| Año     | Escudería                | 1   | 2       | 3   | 4   | 5       | 6   | 7   | 8       | Pos | Puntos |
| ------- | ------------------------ | --- | ------- | --- | --- | ------- | --- | --- | ------- | --- | ------ |
| 1956    | Connaught Engineering    | ARG | MON     | 500 | BEL | FRA     | GBR | GER | ITA Ret | NC  | 0      |
| 1957    | Cooper Car Company       | ARG | MON DNQ | 500 | FRA |         |     |     |         | NC  | 0      |
| 1957    | Owen Racing Organisation |     |         |     |     | GBR Ret | GER | PES | ITA     | NC  | 0      |
| Fuente: |                          |     |         |     |     |         |     |     |         |     |        |